# Einsteher
Ein Einsteher (anderes Wort auch Einstandsmann) war im 19. Jahrhundert ein Mann, der als Stellvertreter gegen Kaution für einen anderen (= Einsteller) Militärdienst leistete. In den Rekrutierungsgesetzen der deutschen Staaten mit Ausnahme Preußens war dies als legale Möglichkeit vorgesehen und geregelt. (Beispiel: Württembergische Militär-Conscriptions-Ordnung vom 6. August 1806, Badisches Konskriptionsgesetz von 1825)
Zwischen dem Einsteller und dem Einsteher wurde ein Einstandsvertrag abgeschlossen. Der Einsteller musste eine Kaution stellen. Diese betrug unterschiedlich von 300 bis zu 600 fl. (Gulden) und war bei einer staatlichen Kasse einzuzahlen. Davon erhielt der Einsteher einen kleinen Teil bei Dienstantritt ausgezahlt, den verzinsten Rest nach abgelaufener Verpflichtungszeit (Kapitulationszeit). Aus diesem Kreis gut ausgebildeter und erfahrener Soldaten wurden häufig die Unteroffiziere ausgewählt. Ein Einsteher konnte sich auch mehrmals hintereinander verpflichten, meist weiter mit dem bereits erreichten Dienstgrad.
So wurde zum Beispiel durch einen Befehl des württembergischen Kriegsministeriums vom 20. März 1817 für die Annahme der Einsteher festgelegt, dass
- sie im Königreich geboren, diensttüchtig, mindestens 5 Fuß 6 Zoll groß, ledig oder Witwer ohne Kinder und unter 36 Jahren alt sein mussten;
- vom Wachtmeister/Feldwebel abwärts bis Schützen/Kanonier 1. Classe nur solche zu nehmen seien, „durch deren Beibehaltung der Dienst gewinnt oder welche künftige Brauchbarkeit im Voraus versprechen“;
- die Dauer ihrer Verpflichtung sechs Jahre betrug;
- für sie 500 fl zu zahlen seien, davon 100 fl an den Einsteher selbst, 400 fl an einer öffentlichen Kasse verzinslich bis zum Ende der Dienstzeit anzulegen seien.

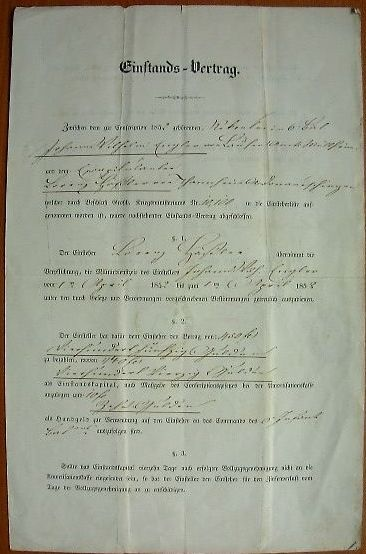
Badischer Einstandsvertrag von 1852 Seite 1
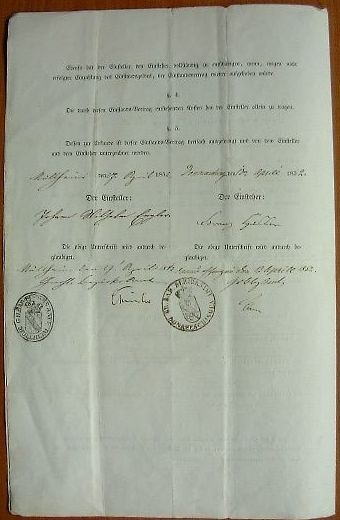
Badischer Einstandsvertrag von 1852 Seite 2
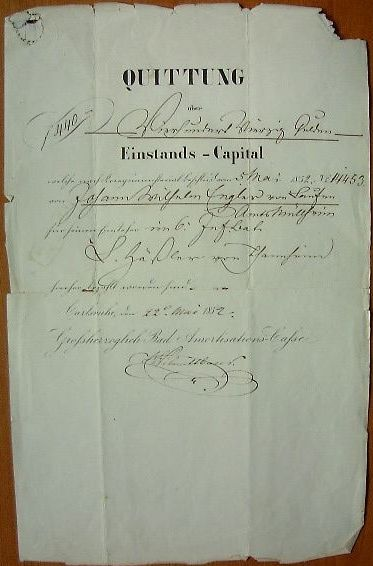
Badischer Einstandsvertrag von 1852 Quittung

Einsteher gab es auch in der amerikanischen Unionsarmee des Sezessionskriegs. Die gesetzliche Grundlage dazu schuf der US-Kongress im März 1863, indem er den 'Enrollment Act' verabschiedete. Die Möglichkeit, sich freizukaufen, war Gegenstand öffentlicher Kritik („a rich man’s war and a poor man’s fight“) und einer der Auslöser der Draft Riots im Juli 1863.

## Verweise